# (32028) 2000 JU12
2000 JU12 (asteroide 32028) é um asteroide da cintura principal. Possui uma excentricidade de 0.20598060 e uma inclinação de 0.79185º.
Este asteroide foi descoberto no dia 6 de maio de 2000 por LINEAR em Socorro.